# Hanno-Musijiwka
Hanno-Musijiwka (ukr. Ганно-Мусіївка, do 2016 Czerwonoarmijśke, ukr. Червоноармійське) – wieś na Ukrainie, w obwodzie dniepropetrowskim, w rejonie dnieprzańskim, w hromadzie Nowopokrowka. W 2001 liczyła 270 mieszkańców.